# Peter Pan (Lied)
Peter Pan ist ein Lied der Schweizer Schlagersängerin Paola aus dem Jahr 1982.

## Entstehung und Veröffentlichung
Geschrieben wurde das Lied gemeinsam von Bernd Meinunger und Ralph Siegel, wobei die Komposition von Siegel und der Text von Meinunger stammt. Für die Produktion zeichnete Roland Heck verantwortlich.
Die Erstveröffentlichung von Peter Pan erfolgte als Single bei CBS Records im Jahr 1982. Diese erschien als 7″-Single mit der B-Seite Hey, Miss Airport (Katalognummer: A 2205). Das Lied erschien nie als Teil eines Studioalbums, war aber auf mehreren Kompilationen Paolas zu finden, so unter anderem im Jahr 1993 auf Blue Bayou – Ein musikalisches Portrait (Katalognummer: HER 475527 2). Um das Lied zu bewerben, erfolgte unter anderem ein Liveauftritt in der ARD-Sendung Zum Blauen Bock am 3. April 1982, in dem sie vom Kinderchor Die Trixis begleitet wurde. Darüber hinaus interpretierte Paola das Lied in der Musikshow Ein Lied für Harrogate, der deutschen Vorentscheidung zum Eurovision Song Contest 1982, scheiterte jedoch an Nicoles Ein bißchen Frieden, das ebenfalls von Meinunger und Siegel geschrieben wurde.

## Inhalt
Der Midtempo-Schlager Peter Pan nimmt als Sujet das Thema des Nie-Erwachsenwerdens mit der schottischen Kinderfigur Peter Pan auf.

## Chartplatzierungen
| ChartsChartplatzierungen | Höchstplatzierung | Wochen |
| ------------------------ | ----------------- | ------ |
| Deutschland (GfK)        | 47 (2 Wo.)        | 2      |

## Coverversionen
2016 nahm der Schweizer Sänger Michael von der Heide eine Coverversion auf seinem Tributealbum Paola auf.